# Oxypetalum attenuatum
Oxypetalum attenuatum är en oleanderväxtart som först beskrevs av Henry Hurd Rusby, och fick sitt nu gällande namn av Gustaf Oskar Andersson Malme. Oxypetalum attenuatum ingår i släktet Oxypetalum och familjen oleanderväxter. Inga underarter finns listade i Catalogue of Life.